# Rastiaisjärvi
Rastiaisjärvi är en sjö i Finland. Den ligger i kommunen Karvia i landskapet Satakunta, i den sydvästra delen av landet, 250 km nordväst om huvudstaden Helsingfors. Rastiaisjärvi ligger 148,7 meter över havet. Arean är 1,29 kvadratkilometer och strandlinjen är 6,6 kilometer lång. Sjön  ingår i Karvia å huvudavrinningsområde.   I omgivningarna runt Rastiaisjärvi växer i huvudsak blandskog.